# Illusion Hills
Die Illusion Hills (englisch für Einbildungshügel) sind eine kleine und an eine Geländestufe erinnernde Hügelkette im ostantarktischen Viktorialand. Am Kopfende des Rennick-Gletschers ragen sie zwischen den Lichen Hills und den Vantage Hills auf.
Die Nordgruppe der New Zealand Geological Survey Antarctic Expedition (1962–1963) kartierte und benannte sie. Namensgebend war der Umstand, dass die Hügel in weiterer Entfernung liegen, als von der Nordgruppe angenommen.